# 더 라잉 게임
더 라잉 게임(The Lying Game)은 2011년부터 2013년까지 ABC 패밀리에서 방영한 텔레비전 드라마이다.

## 개요
따뜻한 마음씨를 지닌 위탁 가정 아동 출신 에마 베커는 자신에게 일란성 쌍둥이 자매 서턴 머서가 존재한다는 사실을 알게 된다. 서턴은 에마와 달리 부잣집에 입양되어 완벽한 삶을 살고 있다. 에마는 서턴이 홀로 생모를 찾는 동안 잠시 서턴 행세를 하게 된다. 그러나 서턴은 돌아오기로 했던 날 모습을 나타내지 않는다. 에마는 본인의 정체를 밝힐지, 위험을 감수하고 서턴의 소재 파악에 나설지 마음의 결정을 내려야 한다. 애초에 자매가 따로 떨어져야만 했던 이유는 무엇이었을까?

## 출연진
- 알렉산드라 챈도 - 에마 베커 / 서턴 머서 역